# Його дівчинка-янкі (фільм, 1910)
Його дівчинка-янкі (англ. His Yankee Girl) — американська короткометражна драма 1910 року.

## У ролях
- Ірвінг Каммінгс
- Мілдред Холленд
- Перл Вайт